# میرزا محمد ادیب‌التجار
 میرزامحمد ادیب التجار   از سیاستمداران ایرانی بود، که در دوره دوم  بعنوان نماینده قزوین در مجلس شورای ملی حضور داشت.